# Половинкин, Александр Александрович
Александр Александрович Половинкин (31 октября (12 ноября) 1887 — 28 июля 1955) — советский физико-географ, методист географии, доктор географических наук (1943), профессор, член-корреспондент Академии педагогических наук РСФСР (1945).

## Биография
Родился в селе Ичиксы Алатырского уезда Симбирской губернии (ныне Алатырского района Чувашии), расположенном на реке Ичикса, левом притоке Суры.
В 1912 году окончил естественное отделение физико-математического факультета Казанского университета, после чего до 1920 года преподавал в Казанском коммерческом училище.
В дальнейшем вёл научно-исследовательскую и преподавательскую работу в Иркутском университете (1920—1921), Читинском институте народного образования (1921—1923), Дальневосточном университете (1923—1930) и педагогическом институте (1930—1932).
С 1932 года жил и работал в Москве. В 1934—1954 годах — в МГПИ им. В. И. Ленина (профессор, зав. кафедрой, декан географического факультета МГПИ).
Разрабатывал вопросы физико-географической характеристики Сибири и проблемы методики преподавания географии, пропагандировал графический метод преподавания географии. Автор учебников, учебных пособий для вузов и методических руководств для учителей средней школы.
Совместно с А. С. Барковым составил стабильный учебник по физической географии для 5-х классов, выдержавший с 1935 по 1959 год 18 изданий.
Скончался А. А. Половинкин в 1955 году, похоронен в Москве, в колумбарии Новодевичьего кладбища (Старая территория, секция 51?).

## Основные работы
- Половинкин А. А., Грузинская В. А. Методика географии: Для учителей начальной школы. — М.: Учпедгиз, 1939. — 224 с.
- Половинкин А. А. География и родная природа. — М.—Л., 1949.
- Половинкин А. А. География и рисование. — М.: Изд-во АПН РСФСР, 1949. — 136 с. — (Педагогическая библиотека учителя). — 10 000 экз. (в пер.) (3-е изд.: 1955)
- Половинкин А. А. Методика преподавания физической географии. — М.
- Половинкин А. А. Основы общего землеведения: Учебник для педагогических институтов. — М.: [Учпедгиз.], 1958.

- Половинкин А. А. Физическая география. — М.: [Учпедгиз.], 1959. — 556 с. — 30 000 экз. (в пер.)

- Половинкин А.А.  Что было на Чертовом бугре. (Из истории первобытной культуры с рисунками автора). Чита, Издательство Министерства народного просвещения ДВР. Типография объединенного союза кооперативов, 1922.